# Línea 515 (Almirante Brown)
La línea 515 es una línea de colectivos del Partido de Almirante Brown. Une la Estación Longchamps de la Línea Roca con la Estación Burzaco y distintos otros barrios del partido, siendo prestado el servicio por Transporte del Sur S.R.L. Este transporte cuenta con SUBE.

## Recorridos
- Ramal “1” (A) Estación Longchamps - Barrio Rayo de Sol - Barrio América Unida

Desde Estación Longchamps: por Avenida La Aviación, Ricardo Davel, Arias, Carlos Diehl (Ruta Provincial 210), Avenida Hipólito Yrigoyen, Carlos Diehl, Granaderos, Aviadora Carola Lorenzini, Filiberto hasta Eduardo Gutiérrez, Escuela N° 12 (partido de Presidente Perón).
Regreso por similar recorrido.
- Ramal “2” (B) Estación Longchamps – Barrio Sakura – Estación Burzaco.

Desde Estación Burzaco por Roca, Manuel Quintana, Int. C. Amenedo, Italia, Lupo, W. Wilson, Int. C. Amenedo, Colectora Avenida Monteverde (Ruta Provincial 4), Roca, Colectora Avenida Monteverde (Ruta Provincial 4), Vallejos, Roberto Castillo, Avenida Japón, Combate de Monte Santiago, Comandante Manuel Prado, Dr. Iraola, Vallejos, Hilario Ascasubi, Ovidio Lagos, Boulogne Sur Mer, San Martín, Avenida La Aviación hasta Estación Longchamps.
Regreso por similar recorrido.
- Ramal “3” (C) Estación Longchamps – Barrio Viplastic (hasta calle Combate de Monte Santiago).
- Desde Estación Longchamps por Emilio Burgwartd, Avenida Dr. L. Chiesa (Ruta Provincial 210), Pres. Rivadavia, Pres. Mitre, Avenida Berlin (Ruta Provincial 210), Pres. Rafael Castillo hasta Combate de Monte Santiago, Escuela N° 77
- Regreso:
- Desde Escuela N° 77, Combate de Monte Santiago, Pres. Rafael Castillo, Avenida Berlin (Ruta Provincial 210), Pres. Mitre, Carlos Diehl, Emilio Burgwartd hasta Estación Longchamps.

- Ramal “4” (D) Estación Longchamps (por Palumbo) – Barrio Doña Sol (Recorrido Circular).

Desde Estación Longchamps por Avenida La Aviación, Simón Bolivar, Arias, Avenida Hipólito Yrigoyen (Colectora 10 de Agosto), Hilario Ascasubi, José Antonio Miralla, Enrique Loedel Palumbo, Luis María Drago, Ruta Provincial 16, Esteban Arce, Coihue, Dr. Enrique Finochietto, Avenida Hipólito Yrigoyen (Colectora 6 de Febrero), Malvinas Argentinas, Dr. José Alberto kellertas, Boulogne Sur Mer, San Martín, Avenida La Aviación hasta Estación Longchamps.
- Ramal “5” (E) Estación Longchamps (por Francia) – Barrio Los Frutales.

Desde Estación Longchamps por Avenida La Aviación, Simón Bolivar, Arias, Avenida Hipólito Yrigoyen, Francia, Adolfo Alsina, Boulogne Sur Mer, Gral. Alvear, Francia hasta Manuela Pedraza.
Regreso por similar recorrido.
Ramal: "6" Estación Burzaco - Barrio Rayo de Sol (Longchamps) - por Ruta Provincial N° 16 (Camino Las Latas).
Estación Burzaco - Roca hasta Manuel Quintana - Avenida Hipólito Yrigoyen - Colectora 6 de Febrero - Presidente Roberto M. Ortíz - Luis María Drago - Ruta 16, San Roque, Filiberto hasta Eduardo Gutiérrez, Escuela N° 12 (partido de Presidente Perón).
Regreso por similar recorrido.